# Pole podspoidłowe
Pole podspoidłowe, pole przywęchowe (łac. area subcallosa, area parolfactoria s. Brocae) – w anatomii człowieka struktura mózgu, dokładniej półkul kresomózgowia.
Leży na powierzchni przyśrodkowej półkul mózgu. Znajduje się poniżej dzioba ciała modzelowatego (spoidła wielkiego). Przechodzi w nie przedni koniec zakrętu obręczy, który okala łukowato spoidło wielkie. Pole podspoidłowe ograniczają bruzda przywęchowa przednia i bruzda przywęchowa tylna. Do tyłu od niego leży z kolei zakręt przykrańcowy.